# Aristogitón (escultor)
Aristogitón (en griego antiguo: Ἀριστογείτων) era un estatuario y natural de Tebas (Grecia). Junto con Hipatodoro, fue el autor de algunas estatuas de los héroes de la tradición argiva y tebana, que los argivos mandaron hacer para conmemorar una victoria obtenida por ellos y los atenienses sobre los espartanos en Énoe en la Argólida, y dedicada en el templo de Apolo en Delfos.
Los nombres de estos dos artistas aparecen juntos también en el pedestal de una estatua encontrada en Delfos, que había sido erigida en honor de un ciudadano de Orcómeno, que probablemente había sido vencedor en los Juegos Píticos. Por esta inscripción sabemos que ambos eran tebanos. Plinio el Viejo dice que Hipatodoro vivió alrededor de la 102ª Olimpiada, o aproximadamente a principios del siglo IV a. C.
La inscripción mencionada es sin duda anterior a la 104 Olimpiada, cuando Orcómeno fue destruida por los tebanos.
La batalla mencionada por Pausanias fue probablemente alguna escaramuza de la guerra que siguió al tratado entre atenienses y argivos, firmado por Alcibíades en el 420 a. C. Por lo tanto, parece que Aristogitón e Hipatodoro vivieron a finales del siglo V y principios del IV a. C. El clasicista alemán August Böckh intentó demostrar que Aristogitón era en realidad hijo de Hipatodoro, pero los estudiosos posteriores no encontraron convincentes sus argumentos.